# Letheringsett
Letheringsett is een plaats en civil parish in het bestuurlijke gebied North Norfolk, in het Engelse graafschap Norfolk met 225 inwoners.